# Bryophryne bustamantei
Espèce
Synonymes
- Phrynopus bustamantei Chaparro, De la Riva, Padial, Ochoa & Lehr, 2007

Statut de conservation UICN

 LC  : Préoccupation mineure
Bryophryne bustamantei est une espèce d'amphibiens de la famille des Craugastoridae.

## Répartition
Cette espèce est endémique de la province de La Convención dans la région de Cuzco au Pérou. Elle se rencontre entre 3 555 et 3 950 m d'altitude dans le district de Huayopata.

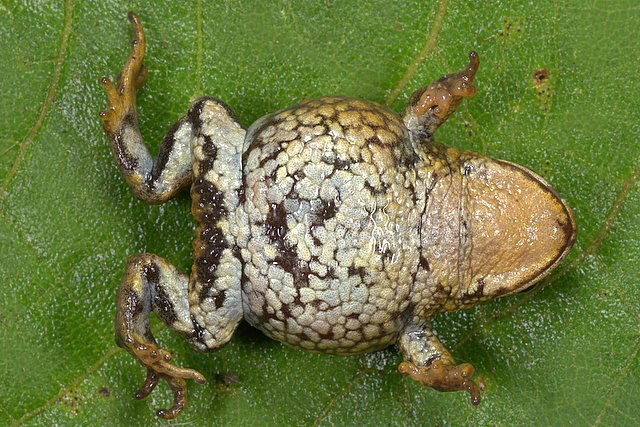
Ventre de Bryophryne bustamantei

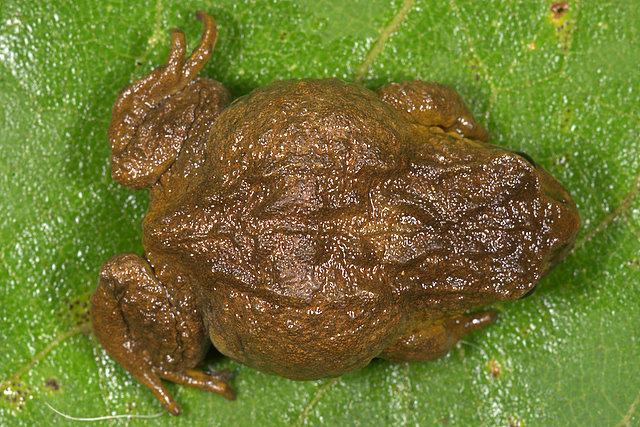
Dessus de Bryophryne bustamantei

## Étymologie
Cette espèce est nommée en l'honneur de Javier Bustamante.

## Publication originale
- Chaparro, De la Riva, Padial, Ochoa & Lehr, 2007 : A new species of Phrynopus from Departamento Cusco, southern Peru (Anura: Brachycephalidae). Zootaxa, no 1618, p. 61-68.